# Anthonie Duyck
Anthonie Duyck (ou Anthonis Duyck), né vers 1560 et mort le 13 septembre 1629 est grand-pensionnaire de Hollande de 1621 à 1629.

## Biographie
Né à La Haye, il étudie le droit à Leyde et devient en 1589 procureur du Raad van State, principal corps constitutionnel des Provinces-Unies, après les États généraux. En cette qualité, il accompagne, de 1591 à 1602, Maurice d'Orange dans ses campagnes militaires dont il donne d'importants comptes-rendus.
Il est nommé procureur au procès qui condamne Johan van Oldenbarnevelt en 1619 et devient à son tour grand-pensionnaire en 1621. Il le demeure jusqu'à sa mort.